# Fra det mørke København
Fra det mørke København er en film fra 1910 produceret af Biorama og instrueret af Carl Alstrup efter eget manuskript. Filmen går også under titlerne: I Bondefangerklør, Forbryderliv óg Fra Storstadens Dyb. Filmen havde dansk biografpremiere den 29. september 1910 i Edison Biograf på Frederiksberg.

## Handling
En velhavende proprietær rejser til København for at opleve storbylivet. Her møder han tilfældigt den unge, smukke Clara og hendes bror, der tager ham med på diverse beværtninger, i Tivoli og i Zoologisk Have. Det viser sig imidlertid, at Clara og Charles, som i virkeligheden er hendes forlovede, er et af storbyens farligste bondefangerpar. Den godtroende proprietærs promille er desværre allerede skyhøj, da det går op for ham, hvem han er i selskab med.

## Medvirkende
- Carl Alstrup - Bondefanger
- Emilie Sannom - Carla, bondefangerens veninde
- Arvid Ringheim - Opdager
- Jørgen Lund - Knejpevært
- Kate Fabian - Knejpeværtens hustru
- Sigrid Creutz Hindborg - Proprietærens hustru
- Carl Petersen - Politiassistent